# Norton Subcourse
Norton Subcourse är en civil parish i Storbritannien.   Den ligger i grevskapet Norfolk och riksdelen England, i den sydöstra delen av landet, 160 km nordost om huvudstaden London. Antalet invånare är 303. Arean är 9,1 kvadratkilometer.
Terrängen i Norton Subcourse är mycket platt.